# 남지버스터미널
남지버스터미널은 대한민국 경상남도 창녕군 남지읍 동포옛길 25(남지리 167-12)에 위치한 버스터미널이다.
남지버스정류소라고 하기도 한다. 1층 건물에 대합실과 중국 음식점이 있었으나 현재는 편의점이 입주하였다. 매표소 대신 승차권 자동판매기가 설치되어 있으며, 과거 매표소로 사용하던 창구는 잔돈교환, 환불안내 창구로 사용하고 있다. 승차홈은 건물과 분리되어 있고, 철제 지붕이 씌워져 있으나 다소 낙후되었다.

## 운행 노선

### 시외버스
| 방면        | 행선지                                                                             |
| ----------- | ---------------------------------------------------------------------------------- |
| 수도권 방면 | 서울남부                                                                           |
| 영남권 방면 | 계성, 대산, 덕남, 마산, 부산서부, 부촌, 서대구, 영산, 이룡, 중리, 창녕, 천계, 칠원 |